# Tamright
 (janvier 2017).
Si vous disposez d'ouvrages ou d'articles de référence ou si vous connaissez des sites web de qualité traitant du thème abordé ici, merci de compléter l'article en donnant les références utiles à sa vérifiabilité et en les liant à la section « Notes et références ».
Tamright est un village à l’est de la commune rurale d'Aït Attab, au Moyen Atlas (Maroc). De climat relativement humide et tempéré, il bénéficie souvent de rendements agricoles plus importants, généralement supérieurs à la moyenne de la commune. En particulier, les plaines d'Ighergher situées entre Tamright, Aït Iazem et Aït Bouguerram, sont très rentables en matière agricole et les denrées produites varient entre les céréales (blé et orge de bonne qualité), les lentilles et les pois chiches, véritable spécialité de ces plaines.
Des familles nobles et quasi-féodales se sont installées à Tamright depuis des siècles ; en particulier les familles des Aït Mechach et des Aït Ouali, originaires des Aït Hadda Oumansour. Bassou Ouali et Mouha Ouali, véritables dignitaires de la région, amateurs de Fantasia et cavaliers bien connus, ont marqué l'histoire du village au fil des générations. La femme la plus connue dans le village est Rquia Salah, caractérisée comme étant la dame berbère de fer.
Pour accéder à Tamright, on peut, en provenance de Marrakech sur la route de Fès ou en provenance de Beni Mellal sur la route de Marrakech, traverser la cité sucrière d'Oulad Ayad (province de Fquih Ben Salah) et monter la petite montagne de Bouteghrer et certaines petites collines (25 km) avant d'arriver au centre d'Aït Attab (El Garraj) et prendre ensuite la route goudronnée du quartier administratif vers le village d'Aït Mallen, chef-lieu précédant directement le fameux village de Tamright où la population parle le berbère (tamazight).